# 华南理工大学五山校区
华南理工大学五山校区（又称北校区，简称北校），是华南理工大学的主校区和最早的校区，位于天河区石牌高校区，所在地为原中山大学石牌校区，是教育部命名的“文明校园”，与华南农业大学（前身亦为原中山大学石牌校区）和广东外语艺术职业学院相邻。该校区占地约2,745亩（183.0公頃），为大部分工科学院的所在地。

## 历史
石牌五山一带，清末19世纪80年代是刘永福将军驻军的地方之一。在创校初，孫中山便命首任校长鄒魯选择石牌五山官地筹建新校园。西南政務委員會於1932年確定開展工程，分三期、6年完成。:9一期的規劃設計者主要是楊錫宗，第二期主要為林克明，第三期主要為余清江。由1933年3月開始第一期工程，并于1934年9月完工，农、工、法三学院先迁入新校舍。第二期工程于1935年10月完工，全校除醫學院和附屬醫院外，均遷入新校舍。1936年開始最後一期，由於積欠各營建商過多費用，工程放緩；后抗日战争爆发，建校工程停顿。
1952年11月，华南工学院（今华南理工大学）成立，原石牌校园约有五千余亩土地划归华南工学院。:10

## 分区

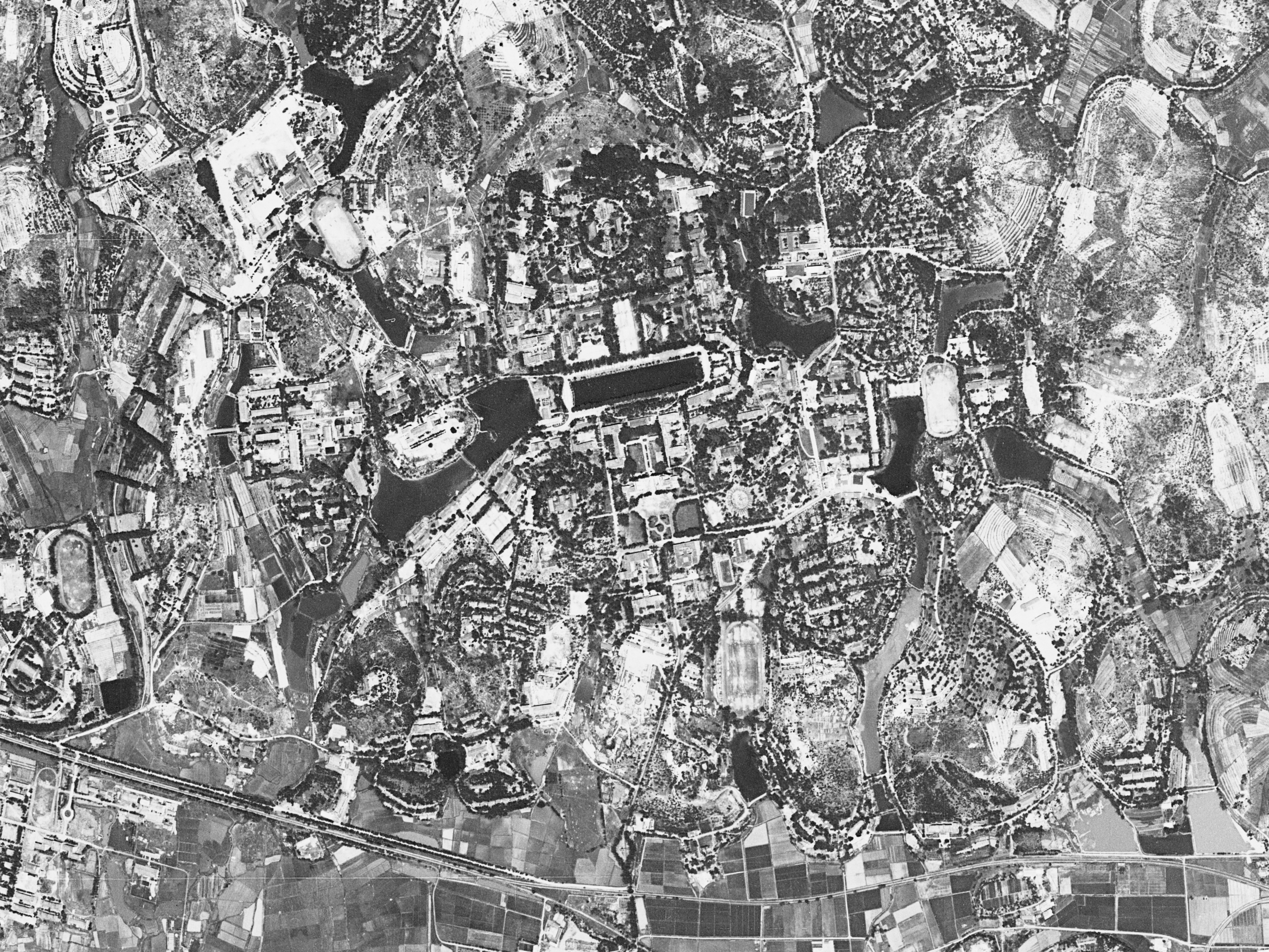
五山校区卫星照片（1966年）

五山校区按地理位置分为东、西、南、北、中五个区，其中东西南中区之间无特定的划分标准，而北区与该四区之间分隔有市政路东莞庄路。2003年11月，华南理工大学全校师生投票选出了“华工校园十景”，包括北湖晚照、凤山雅筑、西湖岛影、红楼映翠、黉门晨光、石梯砺步、平湖钟声、古石生辉、伟人风姿和灵石育英。

### 中区

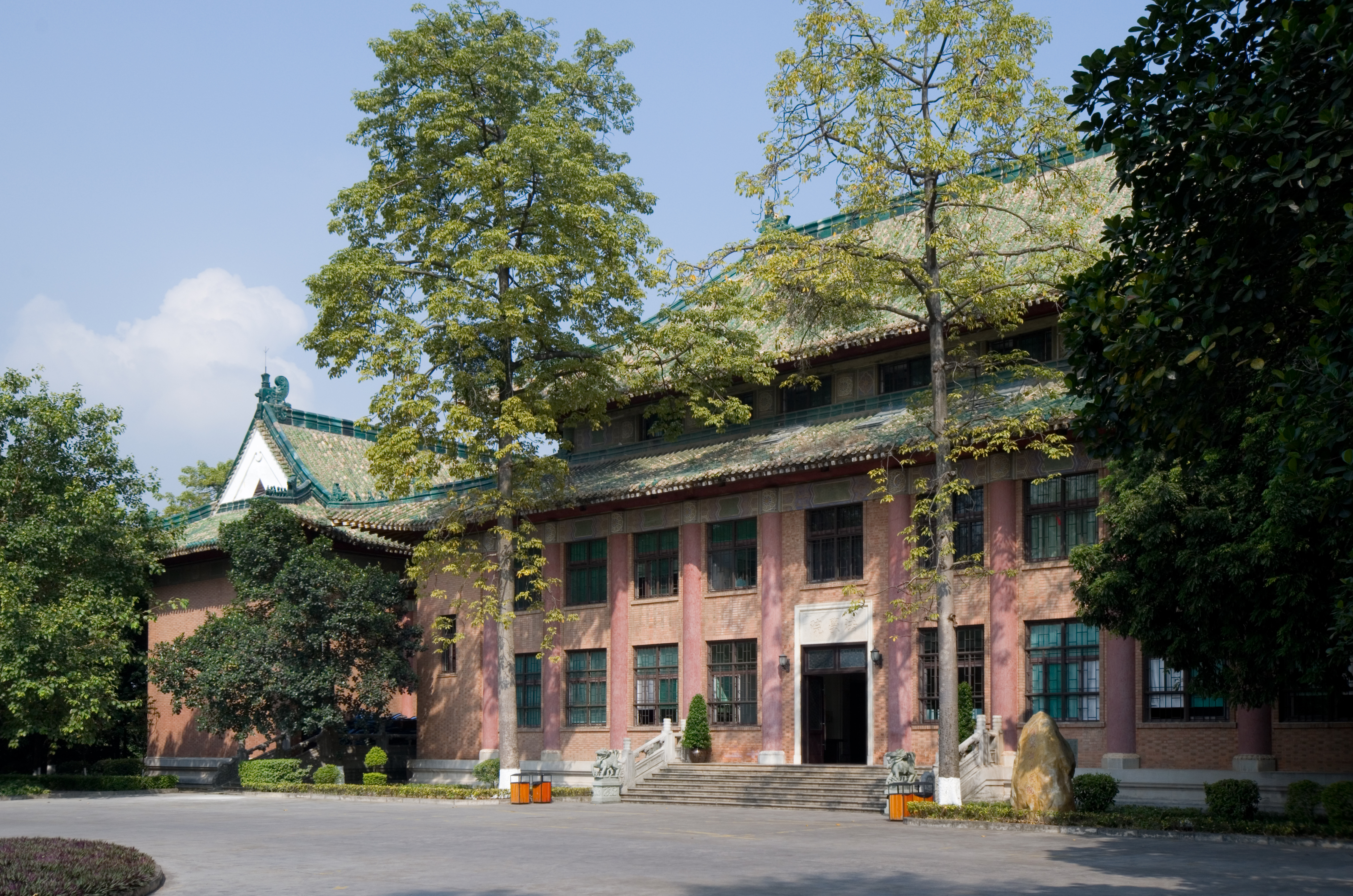
12号楼

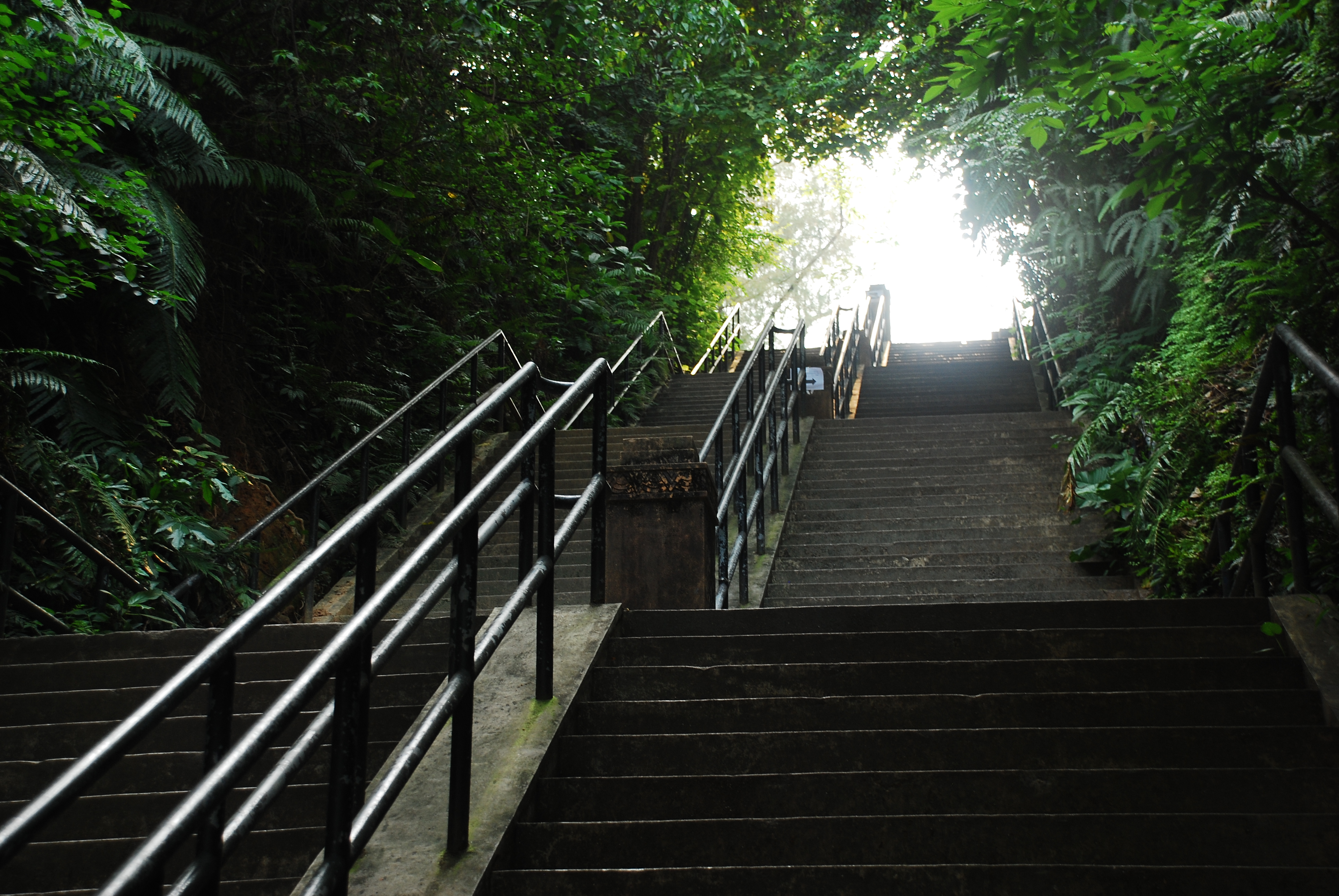
百步梯

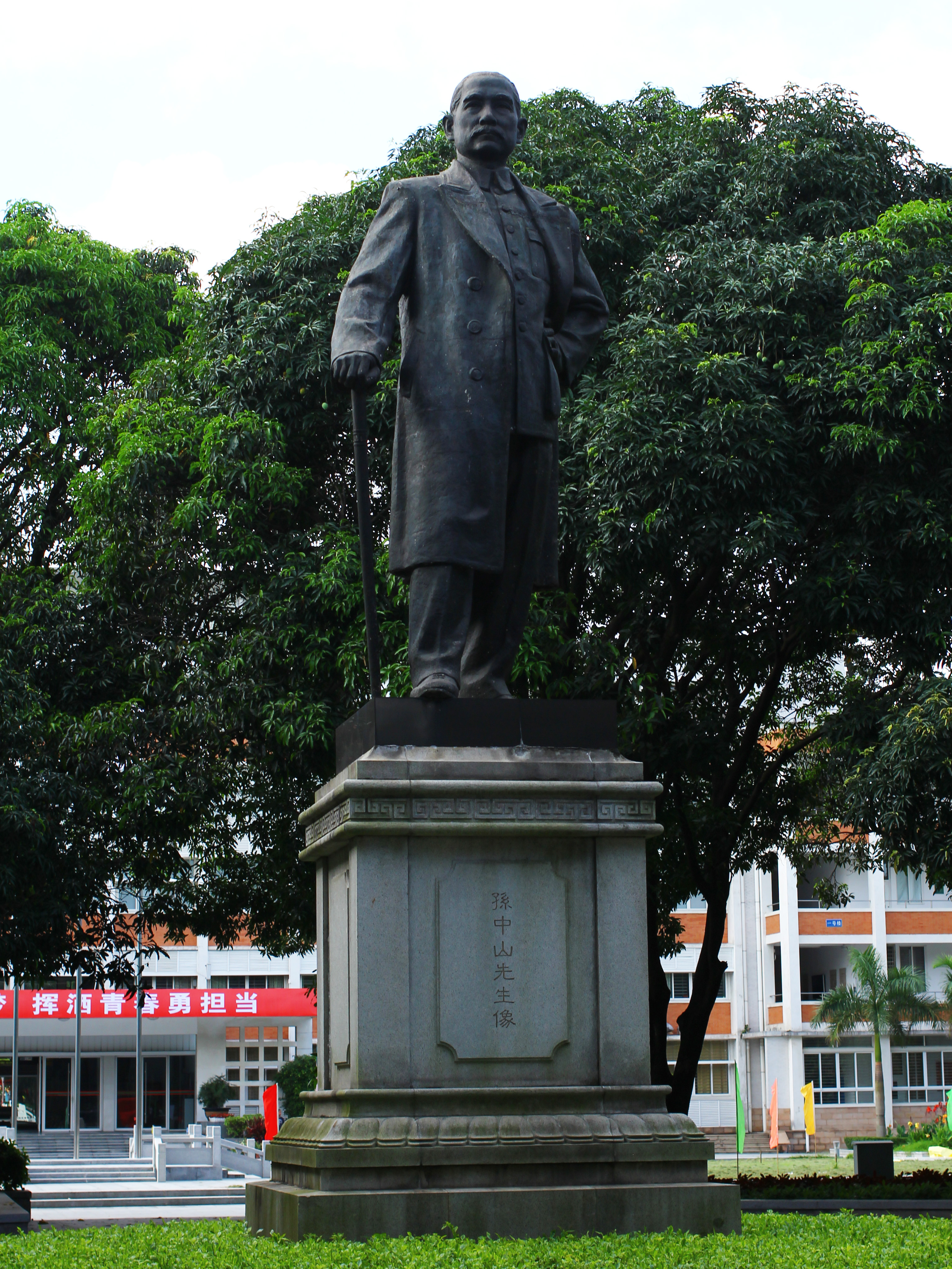
中山像

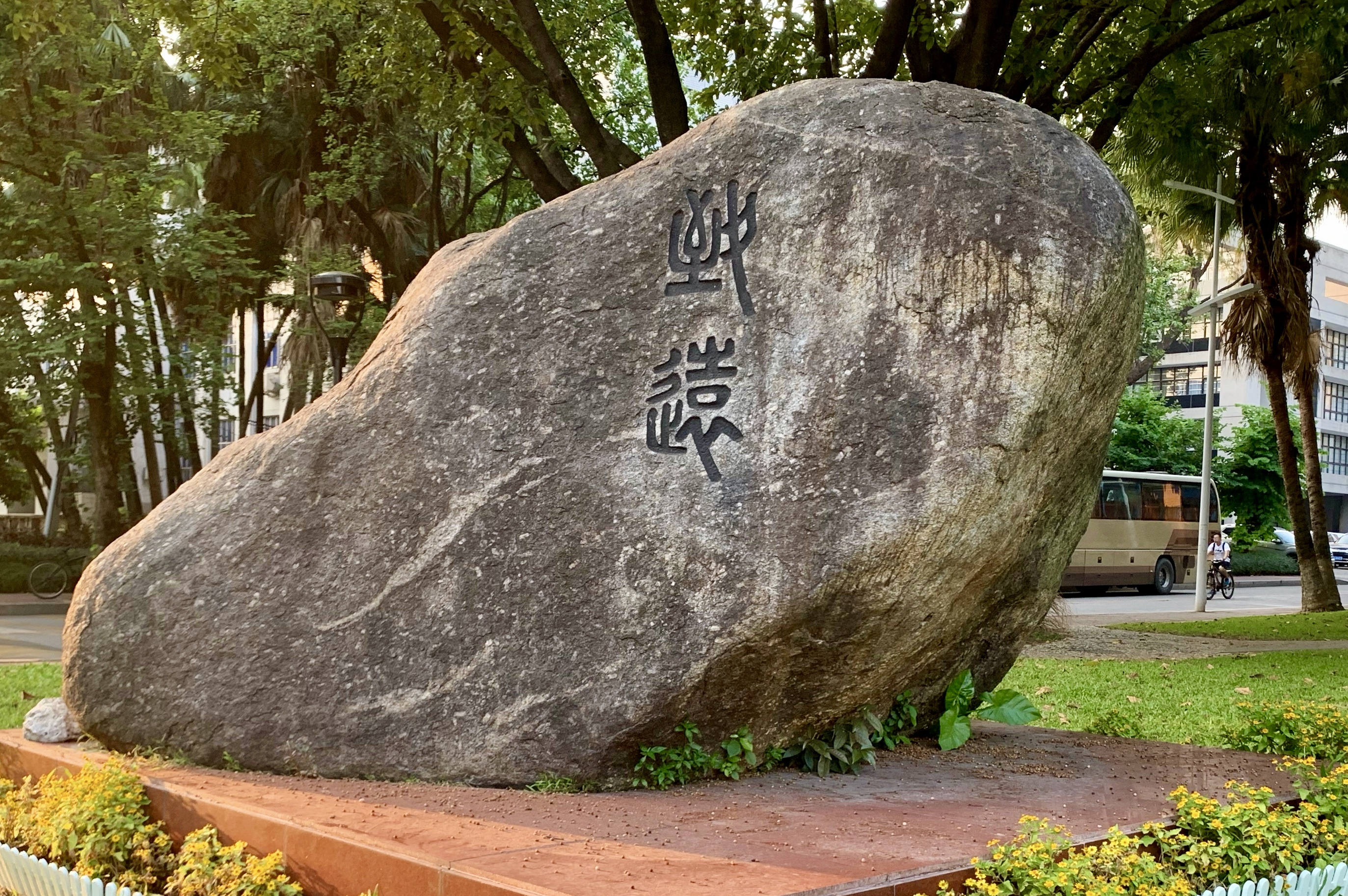
致远石

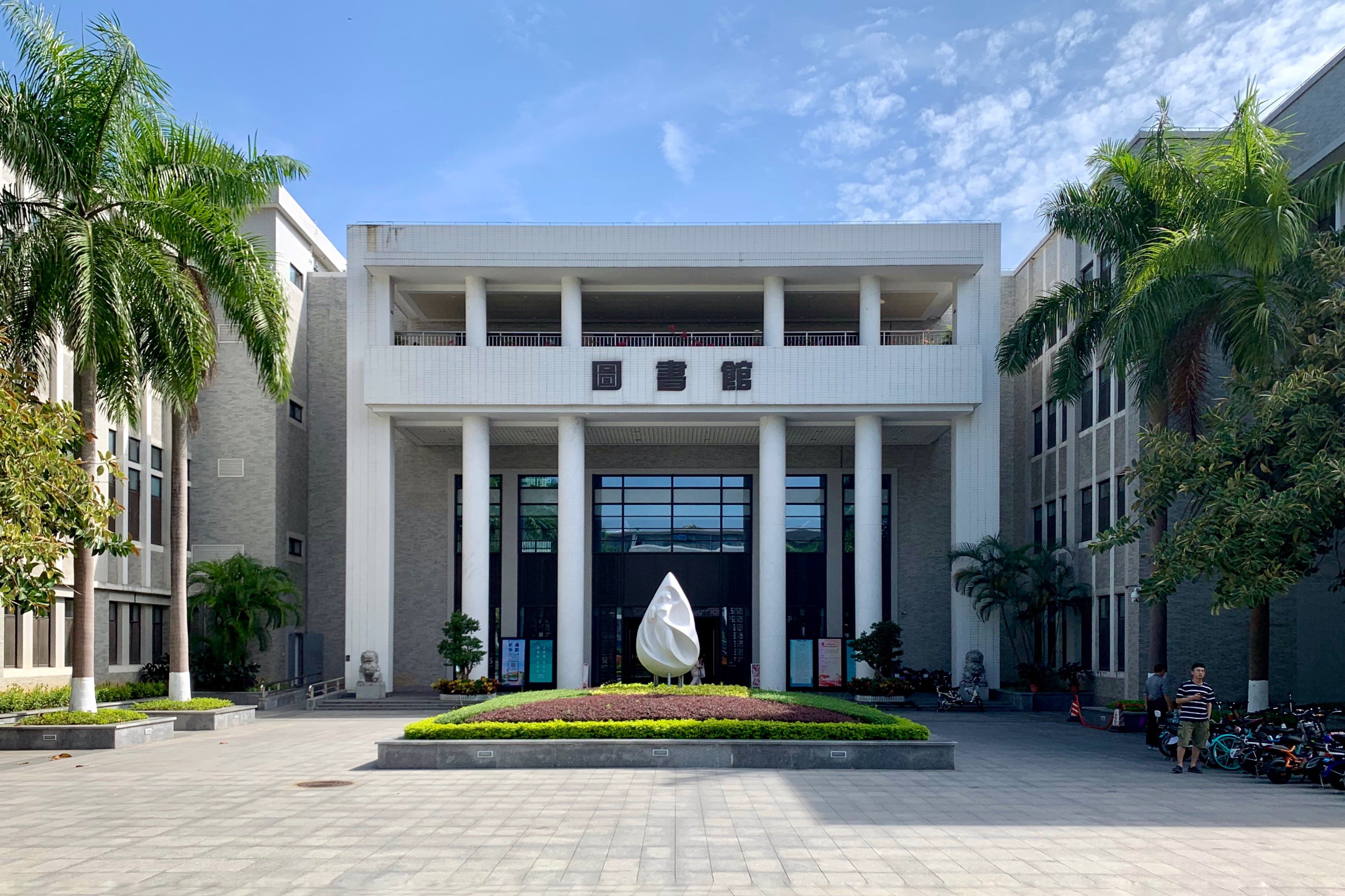
图书馆

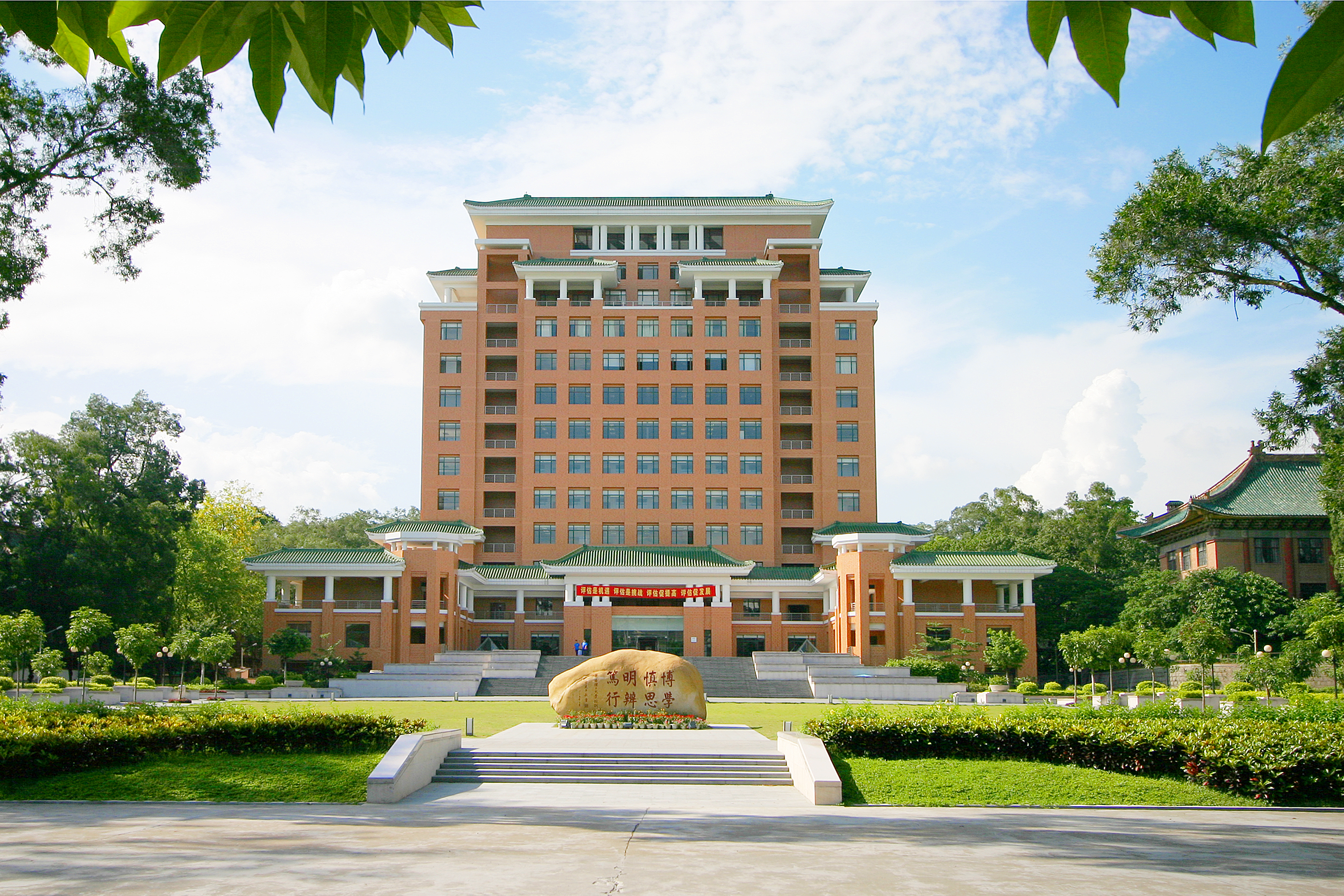
励吾科技楼

中区主要为公共教学楼和学院办公实验楼。
- 12号楼（华工十景之凤山雅筑）12号楼

是一栋中国传统古宫殿式的三层建筑，与5号楼形成东西副轴线对称布局，为原国立中山大学法学院故址（今为工商管理学院所用）。该楼原为纪念海外国民党人士及侨胞捐资而建，由岭南近代著名建筑师林克明设计。建于1934年10月，竣工于1935年11月。2002年7月，被列入广州市第六批文物保护单位。
- 日晷台

法学院故址前，1936年建，由岭南著名建筑师、时广东省立勷勤大学建筑工程系教授胡德元设计。原台座上的日晷於戰火中丟失，現日晷為2001年建成的仿製品。
- 6号楼（又名建筑红楼，华工十景之红楼映翠）

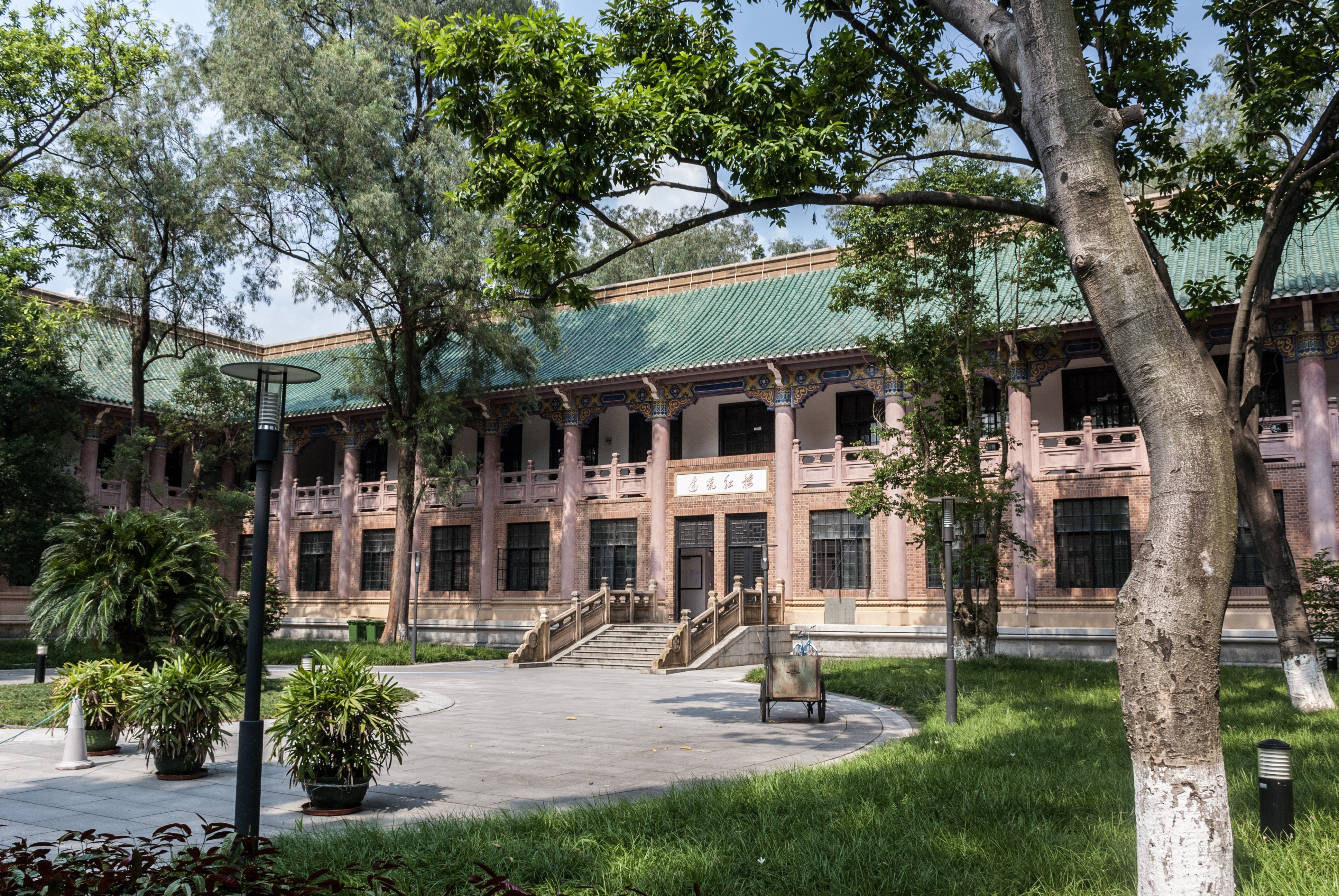
6号楼（建筑红楼）

由著名建筑师杨锡宗设计，于1934年9月建成。原为国立中山大学工学院化工系教室，1945年抗战胜利后，成为学校总办公厅所在地。1952年10月起，该楼曾一度用作图书馆及学校办公场所。中山大学搬离后，1954年底，华工办公用2号楼建成，该楼转归建筑学系使用至今。1958年，学校党委第一书记张进为该楼题写楼额：“建筑红楼”，从此该楼又称建筑红楼。2002年7月，该楼被列入广州市第六批文物保护单位。
- 正门（南门，华工十景之黉门晨光）

老校门始建于1962年，由土木工程系李恩山老师设计；现有新校门落成于2003年10月，由华工建筑设计研究院何鏡堂院士主持，与郑少鹏共同设计。新校门以6根乳白色方柱为主体，中间各两根为一组，分为主门和两侧门。校门前广场的一块巨石上刻有华南理工大学的校名。
- 百步梯（华工十景之石梯砺步）百步梯

是通往12号楼的一段百余级的水泥阶梯。该梯由岭南近现代著名建筑师杨锡宗设计，始建于1936年1月。初以三合土（即1份水泥、2份沙、4份半寸碎石加水混合的建筑材料）为材，后改为砖砌敷水泥砂浆步级。2002年7月，被列入广州市第六批文物保护单位。
- 孙中山先生塑像（华工十景之伟人英姿）中山像

位于华工北校区正门中山路北端校园中轴线上的中山广场，为中国雕塑家尹积昌等在1958年创作完成的混凝土塑像，高5.3米，重约8.7吨，曾获1987年全国首届城市雕塑优秀奖。该塑像原立于广州中山纪念堂，1999年9月迁至华工的孙中山先生铜像原址。
该处曾摆放梅屋庄吉在1933年向国立中山大学赠送的孙中山先生铜像。1952年10月，中山大学迁往原岭南大学校园办学，不久后该铜像辗转迁往中山大学。
- 致远石（华工十景之灵石育英）

置于逸夫科学馆旁边的草坪上，该石是1996年春学校建造新楼时自地下挖出，后刻上篆体“致远”两字以作装饰。
- 图书馆

位于中山路东侧，原系国立中山大学图书馆总馆馆址。总馆由著名图书馆学专家、国立中山大学图书馆主任杜定友教授主持、著名建筑设计师杨锡宗设计，于1936年11月动工，后因全国抗战爆发而停工。1951年1月31日，由建筑设计师夏昌世教授主持修改；1952年10月由华工续建此工程，并于1954年5月竣工验收。1959年被国家建筑部建筑科学研究院主编的中华人民共和国《建筑十年》画册收录。
- 励吾科技楼

位于学校中轴线之末，为五山校区目前第一高楼，地上13层。该楼由学校建筑设计院何鏡堂、郭卫宏等共同设计，2004年2月动工，2005年11月20日建成。该楼由学校及61届校友蔡建中和夫人罗爱梅共同出资兴建。该楼的建成，使五山校区最终形成从校门经孙中山塑像、1号楼，到2号楼、东湖，至励吾科技楼的完整南北中轴线空间。

### 西区

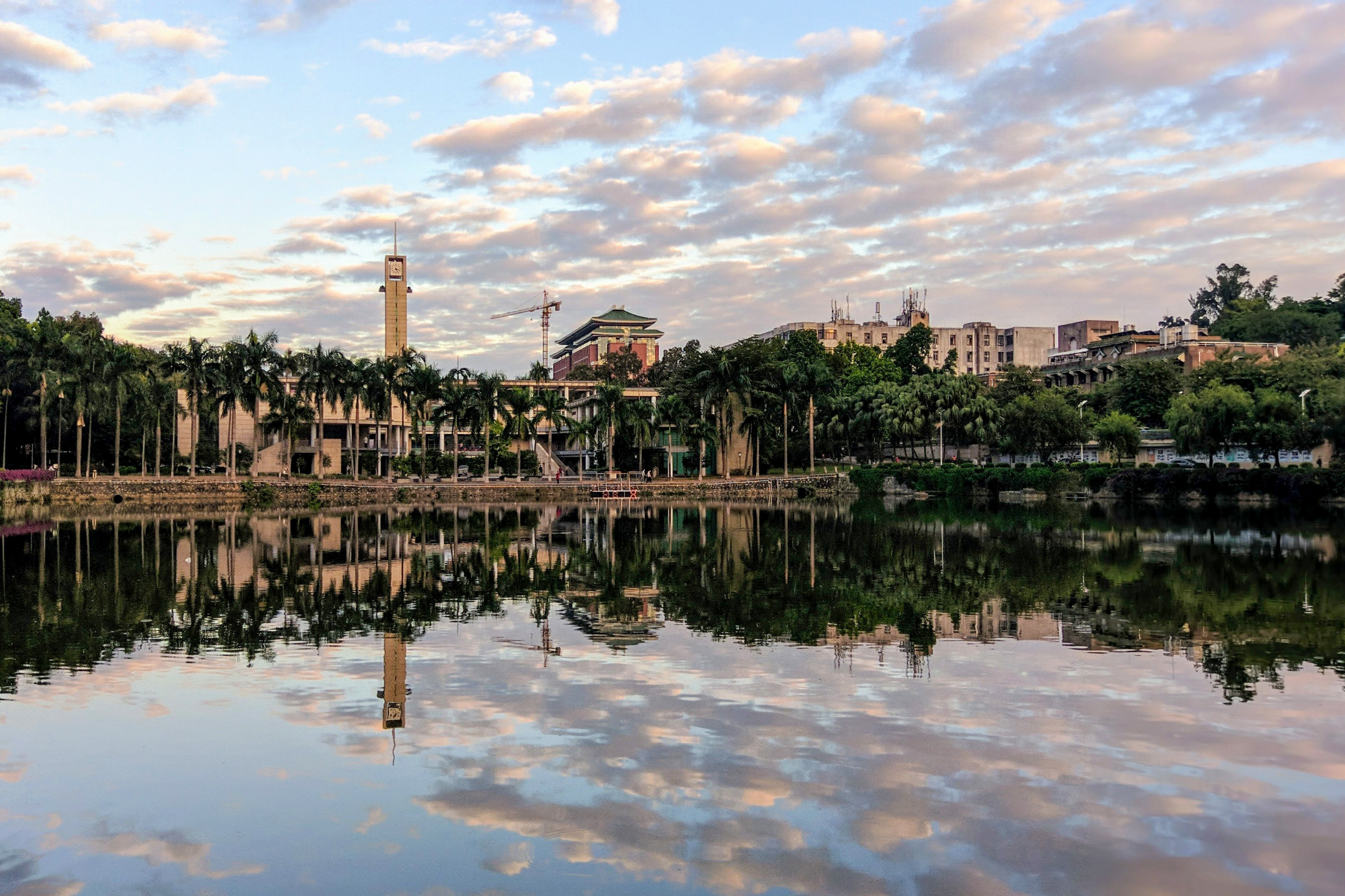
逸夫人文馆与西湖

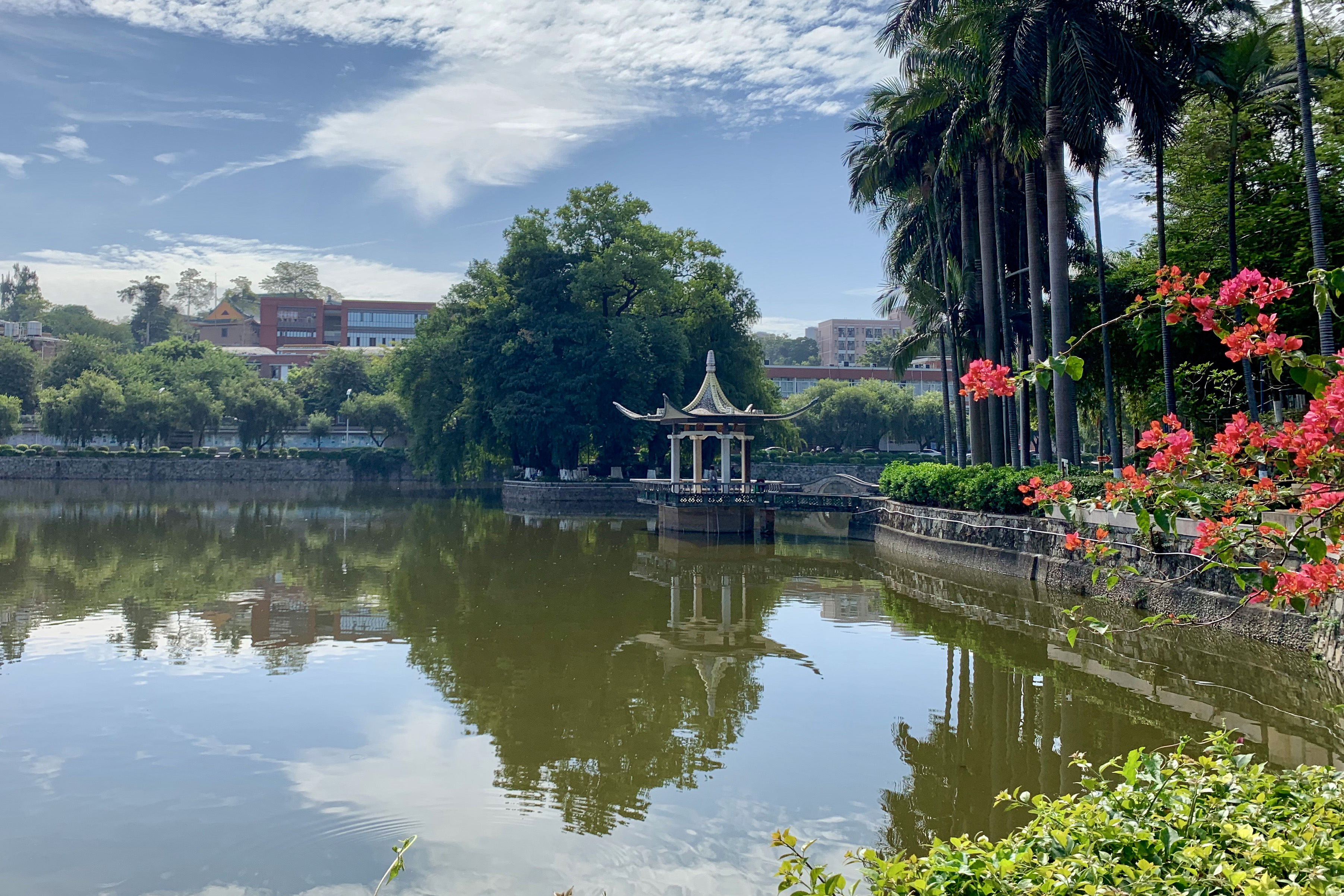
西湖上的金银岛及湖中亭

西区主要为生活设施和学生宿舍、教职工住宅区。
- 逸夫人文馆（华工十景之平湖钟声）

位于东西湖之间，由邵逸夫先生捐资港币500万元、学校与广州市政府共同筹资兴建，华工建筑设计研究院所设计。该馆原址为洞庭湖（西湖）上一片沼泽，到20世纪50年代中因淤塞与人工填埋之故，曾陆续改为花园、教工会、学生与教工俱乐部、学校招待所、教工第一饭堂及湖滨厅等建筑用地。
- 西湖、金银岛（华工十景之西湖岛影）

国立中山大学在广州石牌办学时期，曾以“洞庭湖”之称冠名两湖，而位于西湖中的金银岛这一名称在当时已有之，但当时的小岛只是浅浅水塘中一个杂草丛生、灌木葱茏的孤岛。1948年5月11日到6月14日，中大学子为加强游泳锻炼，将西洞庭湖（即西湖）掘深、拓宽，历时1个月，建成了洞庭湖泳场，同时将掘出的淤泥堆积在金银岛四周，扩张了岛的规模。1984年，为方便师生过往西湖，学校修建了近30米长的5孔石拱桥。

### 东区
东区主要为生活设施和学生宿舍、教职工住宅区，临近五山路。

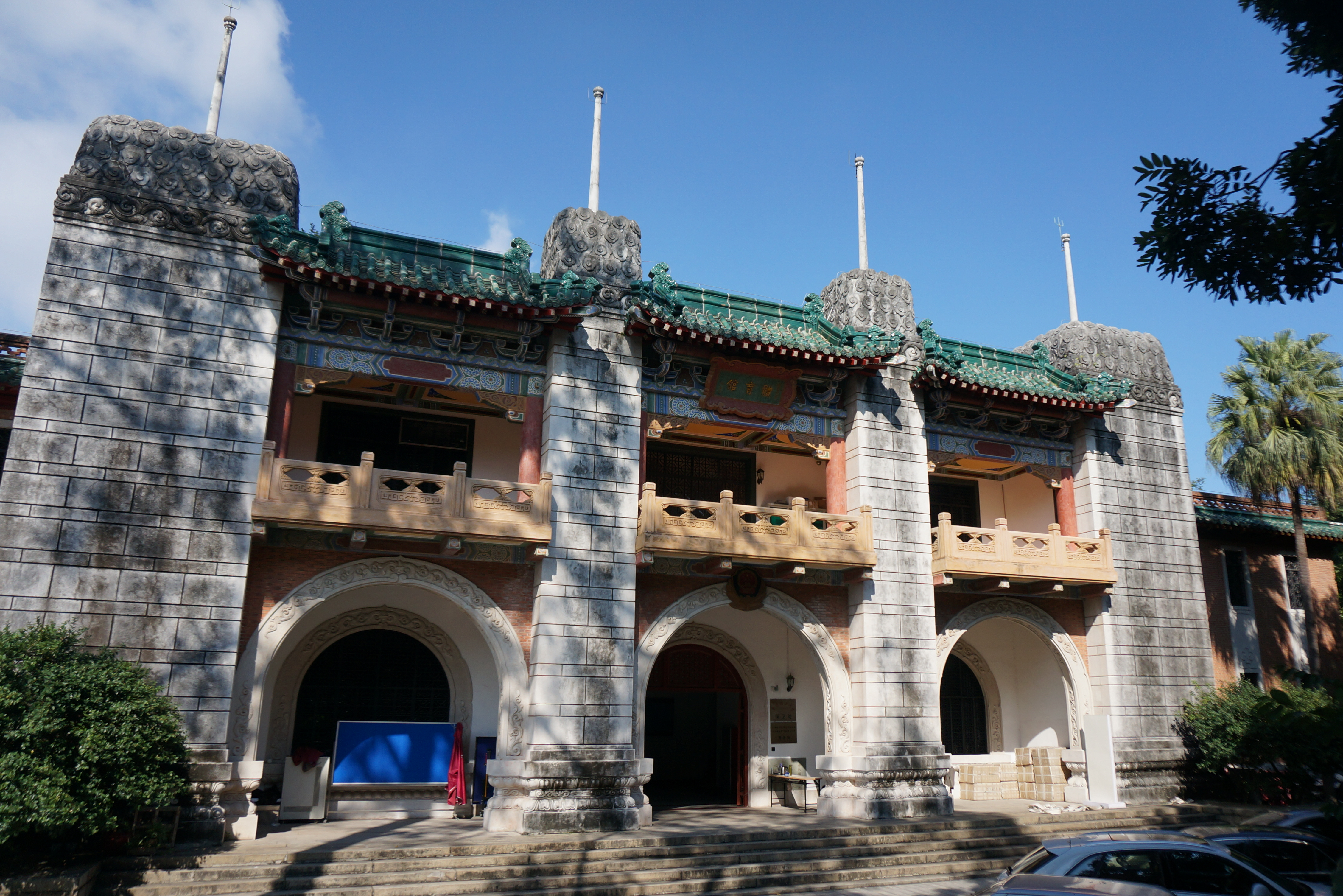
老体育馆

- 老体育馆老体育馆

原为国立中山大学体育馆，由著名建筑师关以舟、余清江设计，1936年6月动工，次年9月竣工，楼前正门门额“体育馆”3字为时任校长邹鲁所书。全馆分为前后两部，前为体育馆两层辅助用房，后为单层室内运动场。20世纪70年代中期之前，该馆后部平日作集会及文化活动场所，雨天则作室内体育课场地。后陆续改为学校体育教研室用房和机关办公场所。2002年7月，该馆被列入广州市第六批文物保护单位。现为学校保卫处办公用地。
- 民主广场

为原称“五座宿舍”的东一至东五宿舍楼前所围成的半圆形空地，在广州解放前夕一段时间内被称为民主广场，多次召开过由地下党组织或领导的，以学生临时工委会名义召集的学生大会。民主广场和五座宿舍为广州七二三事件的发生地。

### 南区

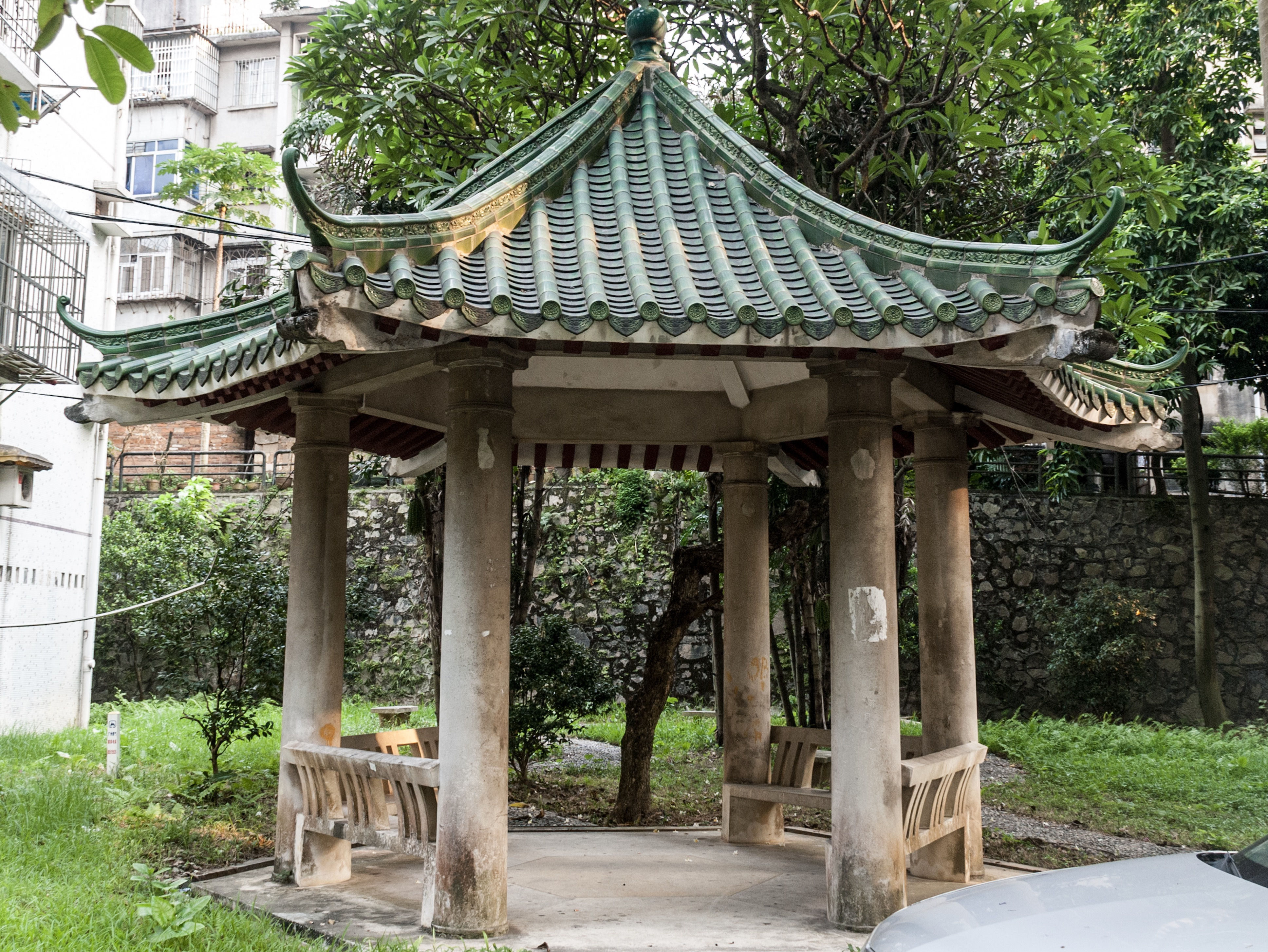
启新亭

南区主要为化工类院系的办公实验楼和教职工住宅区。

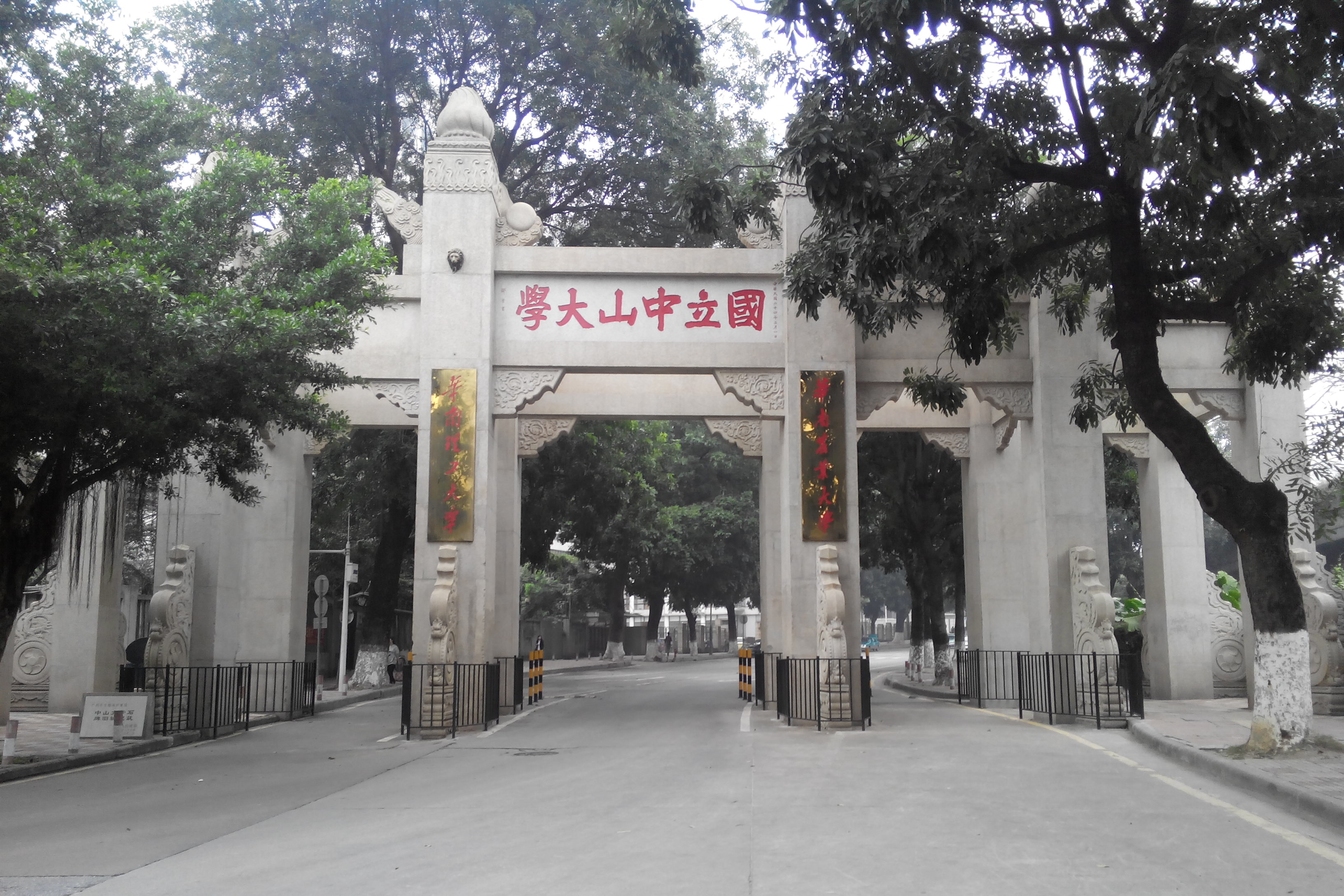
老国立中大石牌校区正门牌坊

- 旧中大南门牌坊

华南理工大学校徽中代表学校组建基础的标志性建筑牌坊——老国立中大石牌校区正门牌坊，位于今五山路广园快速路口旁。校名由国立广东大学首任校长邹鲁题写，题字在文化大革命时被水泥覆盖，改成毛泽东的「为人民服务」，至2014年初修复。牌坊左竖挂“华南理工大学”匾，右竖挂“华南农业大学”匾。
- 启新亭

由著名建筑师林克明设计的小亭，以纪念1925年学校在石牌进行农场勘界收用时遭当地村民殴打流血的事件。时任校长邹鲁曾书“缔造艰难”亭额，但在文革期间被毁。

### 北区

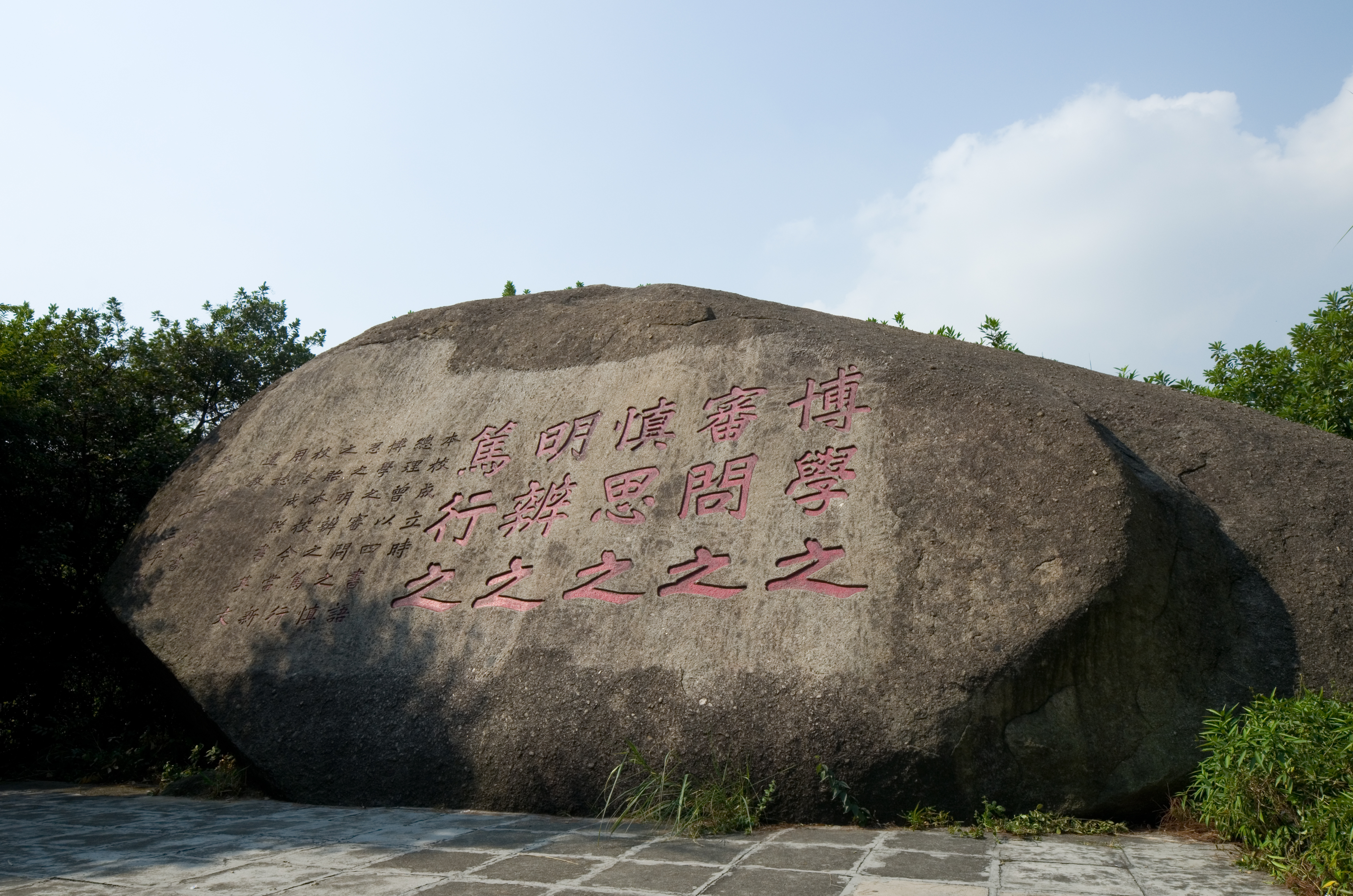
原国立中山大学校训石

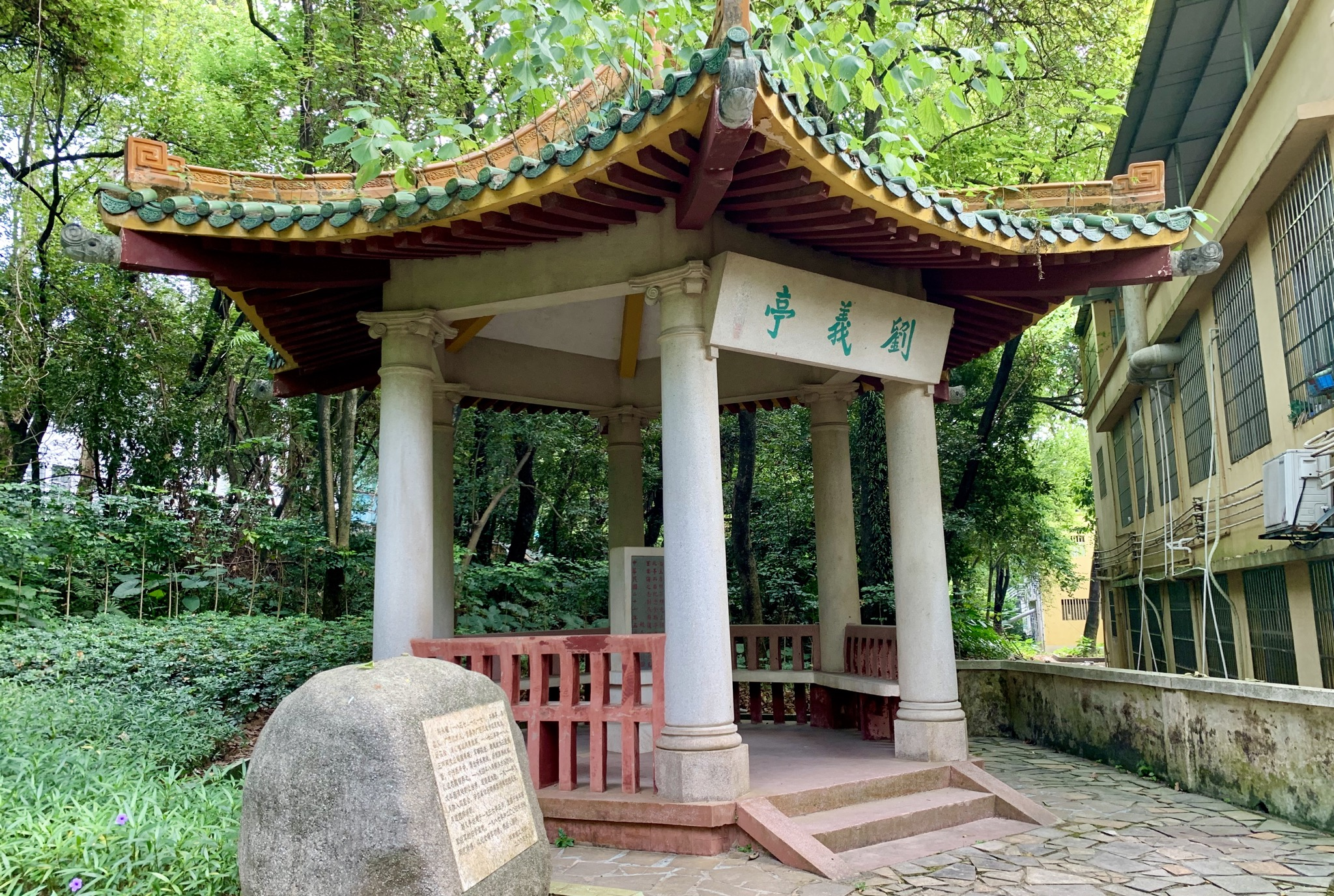
刘义亭

北区相对于东西南中区的距离相对较远，中间有东莞庄路分隔。北区在早期为化工机械系（现属机械与汽车工程学院）的所在地，该区的很多建筑在早期都被冠以“化机”之名（如化机1号楼、化机教1宿舍等）；现主要为工科学生的宿舍和教职工住宅区，亦有教学设施和实验室。

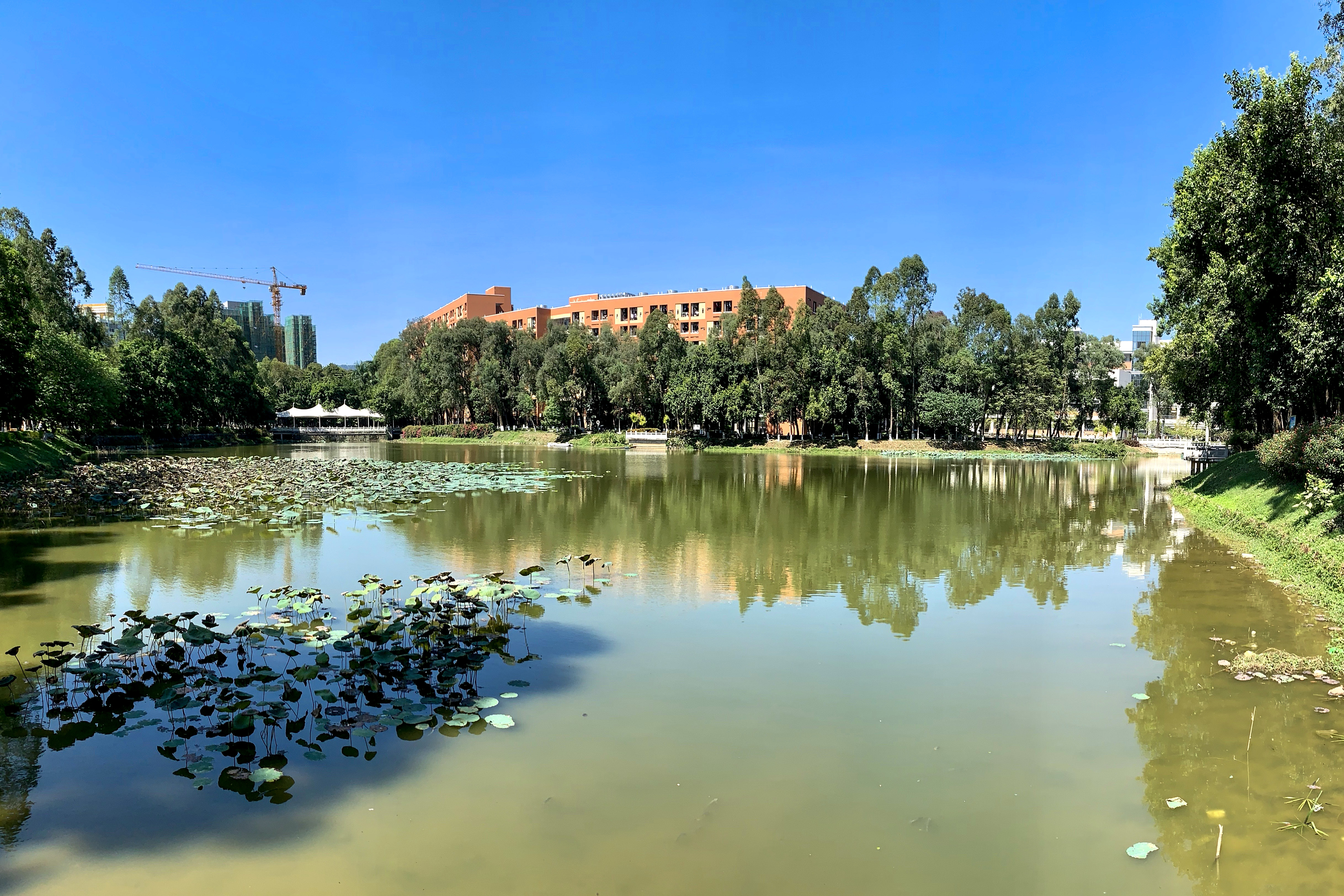
北湖

- 北湖（华工十景之北湖晚照）

位于北区中部，水面面积17,090.3平方米，平均水深1.5~1.7米。在20世纪30年代初，北湖是一个蓄纳周边山地地表径流的天然池沼，当年称为“青海湖”。1978年7月后，该片区域划归华工，后以方位命名该湖为“北湖”。2002年12月，学校在北湖西侧的湖面上建起了全国高校首家水上高尔夫练习场，但现时已不再使用。
- 校训石（华工十景之古石生辉）

位于北区西南部的木兰山路中段、贺兰山与天梯山两小山丘交汇点，为一块高约7米、长约10米、厚约6米的花岗岩质巨石，刻有中山大学校训。1934年11月中大举行10周年校庆，校长鄒魯抄撰校训，依“中庸”篇原文在每句末尾都加一个“之”字，刻石时就成了“博学之 审问之 慎思之 明辨之 笃行之”5句15字。2002年7月，被列入广州市第六批文物保护单位。
- 刘义亭

位于北区梁山山腰上，为纪念晚清抗法援越和抗日保台著名将领刘永福，由当时的湖南省主席何鍵捐资千元，于1937年2月前建造的六角亭。刘义亭地处刘永福当年屯兵遗址，亭中所竖记事碑碑文为时任校长邹鲁题写，其中“登斯亭者，咸能继将军御侮之志，则民族复兴可指日焉”，意在勉励学生发奋读书，复兴民族。该亭于文革期间遭破坏，1988年学校对其重新修缮。2002年7月，该亭被列入广州市第六批文物保护单位。
- 贺兰山青砖堡

位于北区海拔54.0米的贺兰山上，是一座直径约5.5米、高约5米的圆柱形炮楼，为刘永福营盘碉堡遗址。

## 公共教学设施

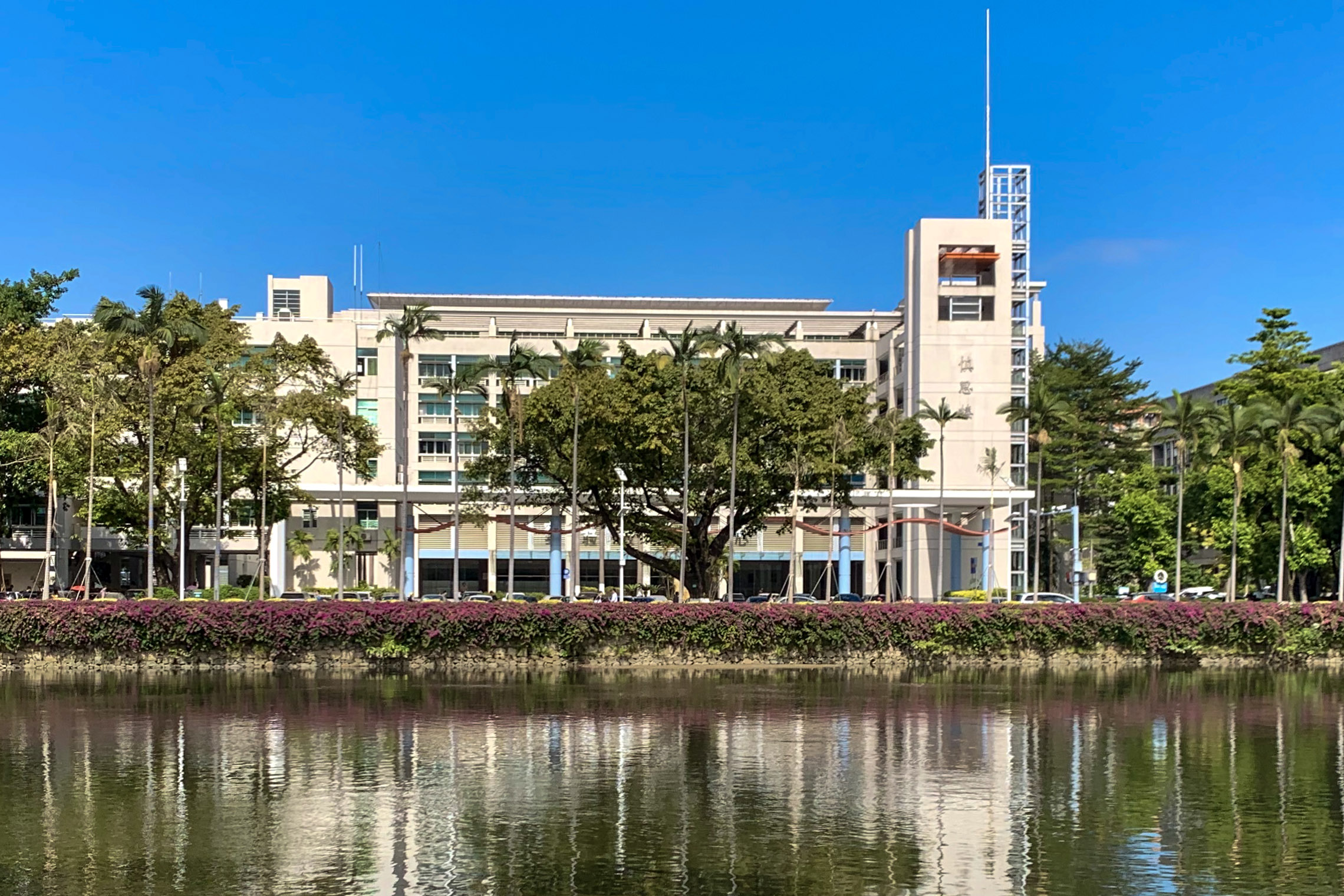
31号楼

五山校区最初的公共教学楼为1号楼。在文革后的1984年，学校办学进入恢复性建设阶段，为解决课室紧缺的的问题而新建了22-24号楼作为公共课室。到了2003年，学校新建成了31-34号楼作为北校区教学楼群。北区方面，最初只有26号楼和35号楼作为教学楼，但大部分生活于该区的学生仍需至31-34号楼上课。为缓解华南理工北区课室紧张局面，云峰投资集团总裁黄维崧捐资建设了博学楼并于2016年投入使用。
现时五山校区主要承担教学任务的公共教学楼有32-34号楼和博学楼，承担公共实验课任务的则为31号楼。1号楼仍有部分课室可用于自习，22号楼改由工商管理学院使用，26号楼改为幼儿园临时用房，23-24号楼则正在进行装修改造，35号楼改为学生创业实践基地。

## 文体设施
五山校区的运动设施主要有东西北区的运动场，为在校师生主要的运动场所。东区的老体育馆已不再使用，但游泳场仍保留，部分场地改为提供电影服务的华工电影院。而文娱设施主要是东区的海丽文体中心和教工活动中心。

## 生活设施

### 住宿
五山校区的学生宿舍主要分布在东、西、北三区。本科生中体育、工管和除化工学院的化工类学院学生住在西区，土交学院学生住在东、西区，公管、建筑学院住在东区，其余学生住在北区；研究生主要住在西区和北区，该两区内还设有博士后公寓；留学生则住在西区的西一和西五留学生公寓。而其中，北区的住宿条件相对较好，部分楼栋更装有电梯。
五山校区内亦有多个教工住宅区，包括西区的西秀村，南区的南秀村、红棉苑、紫竹苑，东区的东秀村、凤凰新村以及北区的教工宿舍群等。
西湖旁还有一个由学校后勤集团营运的西湖苑宾馆，为广东省首家高校营办的三星级旅馆。校内另有一两个招待所。

### 餐饮、购物
五山校区内每区都有1-2个饭堂，其中东区拥有该校区唯一的民族学生饭堂。除饭堂外，西区的西湖苑宾馆亦有提供餐饮服务，学校后勤集团亦利用原有发电所设施开办发电所餐厅。校内有多家西亚·兴安生活超市，在南区还有华工唯一的菜市场。

## 交通

### 校内交通
校内有两条校巴路线：1号线来往于北区和中区，主要方便北区学生出行；2号线则来往于东区、西区和南区。

### 校区间交通
校区间有供教职工乘坐的穿梭巴；直连五山校区和大学城校区的公共交通则有大学城2线（“专线2”）。

### 校外交通

#### 地铁
- 北区：天河客运站：3号线、6号线
- 东区：五山站：3号线

#### 巴士
- 北区：天河客运站：B11、B12、28、30、39、46、54、65、83、84、84A、126、236、252、290、297、303A、345、345A、346、494、498、503、534、535、564、884、高峰快线18、高峰快线21、高峰快线54、高峰快线64、夜10、夜69、夜70、夜71、夜90、夜100；长福路站：B11；能源路站：400
- 东区：华工大站/华农大正门站：B10、20、41、78、78A、197、218、405、高峰快线32、夜23、夜53；华工大总站：32、230、775、大学城专线2
- 南区：消防总队站：B18、B19、60、214、266、503、776、大学城专线2、高峰快线28、高峰快线32

#### 周边道路
- 北区：燕岭路、长福路、能源路
- 东区：五山路
- 西区：东莞庄路
- 南区：广园快速路